# Cybaeopsis typica
Cybaeopsis typica là một loài nhện trong họ Amaurobiidae.
Loài này thuộc chi Cybaeopsis. Cybaeopsis typica được Embrik Strand miêu tả năm 1907.